# NRL 2001/Ergebnisse
Diese Liste enthält die Ergebnisse der regulären Saison der NRL 2001. Die reguläre Saison startete am 17. Februar und endete am 2. September. Sie umfasste 26 Runden.

## Runde 1
| 17. Februar 18:30 | Penrith Panthers | 4 : 40 | Parramatta Eels | Stadium Australia, Sydney Zuschauer: 54.833 Schiedsrichter: Bill Harrigan |
| 17. Februar 18:30 | (0:28) Bericht   |        |                 | Stadium Australia, Sydney Zuschauer: 54.833 Schiedsrichter: Bill Harrigan |

| 17. Februar 20:30 | North Queensland Cowboys | 17 : 18 | Brisbane Broncos | Willows Sports Complex, Townsville Zuschauer: 21.729 Schiedsrichter: Sean Hampstead |
| 17. Februar 20:30 | (10:4) Bericht           |         |                  | Willows Sports Complex, Townsville Zuschauer: 21.729 Schiedsrichter: Sean Hampstead |

| 17. Februar 20:30 | Wests Tigers   | 16 : 30 | Sydney Roosters | Stadium Australia, Sydney Zuschauer: 54.833 Schiedsrichter: Paul Simpkins |
| 17. Februar 20:30 | (4:20) Bericht |         |                 | Stadium Australia, Sydney Zuschauer: 54.833 Schiedsrichter: Paul Simpkins |

| 18. Februar 14:00 | Melbourne Storm | 10 : 14 | Canterbury-Bankstown Bulldogs | Docklands Stadium, Melbourne Zuschauer: 15.070 Schiedsrichter: Tim Mander |
| 18. Februar 14:00 | (2:8) Bericht   |         |                               | Docklands Stadium, Melbourne Zuschauer: 15.070 Schiedsrichter: Tim Mander |

| 18. Februar 16:00 | New Zealand Warriors | 8 : 24 | Canberra Raiders | Mount Smart Stadium, Auckland Zuschauer: 11.134 Schiedsrichter: Mark Oaten |
| 18. Februar 16:00 | (0:14) Bericht       |        |                  | Mount Smart Stadium, Auckland Zuschauer: 11.134 Schiedsrichter: Mark Oaten |

| 18. Februar 16:00 | Cronulla-Sutherland Sharks | 6 : 30 | St. George Illawarra Dragons | Endeavour Field, Sydney Zuschauer: 18.109 Schiedsrichter: Tony Archer |
| 18. Februar 16:00 | (0:14) Bericht             |        |                              | Endeavour Field, Sydney Zuschauer: 18.109 Schiedsrichter: Tony Archer |

| 18. Februar 18:00 | Newcastle Knights | 10 : 12 | Northern Eagles | Hunter Stadium, Newcastle Zuschauer: 18.840 Schiedsrichter: Steve Clark |
| 18. Februar 18:00 | (2:0) Bericht     |         |                 | Hunter Stadium, Newcastle Zuschauer: 18.840 Schiedsrichter: Steve Clark |

## Runde 2
| 23. Februar 19:30 | Sydney Roosters | 18 : 25 | Newcastle Knights | Sydney Football Stadium, Sydney Zuschauer: 14.112 Schiedsrichter: Sean Hampstead |
| 23. Februar 19:30 | (12:12) Bericht |         |                   | Sydney Football Stadium, Sydney Zuschauer: 14.112 Schiedsrichter: Sean Hampstead |

| 24. Februar 17:30 | Parramatta Eels | 12 : 13 | Cronulla-Sutherland Sharks | Parramatta Stadium, Sydney Zuschauer: 13.033 Schiedsrichter: Stephen Richards |
| 24. Februar 17:30 | (8:12) Bericht  |         |                            | Parramatta Stadium, Sydney Zuschauer: 13.033 Schiedsrichter: Stephen Richards |

| 24. Februar 18:30 | Brisbane Broncos | 38 : 22 | Penrith Panthers | Queen Elizabeth II Stadium, Brisbane Zuschauer: 17.345 Schiedsrichter: Steve Clark |
| 24. Februar 18:30 | (18:10) Bericht  |         |                  | Queen Elizabeth II Stadium, Brisbane Zuschauer: 17.345 Schiedsrichter: Steve Clark |

| 24. Februar 19:30 | Melbourne Storm | 28 : 32 | North Queensland Cowboys | Docklands Stadium, Melbourne Zuschauer: 12.321 Schiedsrichter: Mark Oaten |
| 24. Februar 19:30 | (6:22) Bericht  |         |                          | Docklands Stadium, Melbourne Zuschauer: 12.321 Schiedsrichter: Mark Oaten |

| 25. Februar 16:00 | Canberra Raiders | 18 : 28 | Canterbury-Bankstown Bulldogs | Bruce Stadium, Canberra Zuschauer: 11.685 Schiedsrichter: Paul Simpkins |
| 25. Februar 16:00 | (12:6) Bericht   |         |                               | Bruce Stadium, Canberra Zuschauer: 11.685 Schiedsrichter: Paul Simpkins |

| 25. Februar 16:00 | Northern Eagles | 16 : 24 | New Zealand Warriors | Grahame Park, Gosford Zuschauer: 8.012 Schiedsrichter: Tony Archer |
| 25. Februar 16:00 | (6:12) Bericht  |         |                      | Grahame Park, Gosford Zuschauer: 8.012 Schiedsrichter: Tony Archer |

| 25. Februar 18:00 | St. George Illawarra Dragons | 24 : 26 | Wests Tigers | Sydney Football Stadium, Sydney Zuschauer: 12.842 Schiedsrichter: Bill Harrigan |
| 25. Februar 18:00 | (16:10) Bericht              |         |              | Sydney Football Stadium, Sydney Zuschauer: 12.842 Schiedsrichter: Bill Harrigan |

## Runde 3
| 2. März 19:30 | Parramatta Eels | 26 : 18 | Brisbane Broncos | Parramatta Stadium, Sydney Zuschauer: 18.119 Schiedsrichter: Bill Harrigan |
| 2. März 19:30 | (12:6) Bericht  |         |                  | Parramatta Stadium, Sydney Zuschauer: 18.119 Schiedsrichter: Bill Harrigan |

| 3. März 17:30 | Cronulla-Sutherland Sharks | 18 : 12 | Canberra Raiders | Endeavour Field, Sydney Zuschauer: 8.873 Schiedsrichter: Sean Hampstead |
| 3. März 17:30 | (8:8) Bericht              |         |                  | Endeavour Field, Sydney Zuschauer: 8.873 Schiedsrichter: Sean Hampstead |

| 3. März 19:30 | St. George Illawarra Dragons | 16 : 20 | Melbourne Storm | Wollongong Showground, Wollongong Zuschauer: 9.480 Schiedsrichter: Tony Archer |
| 3. März 19:30 | (12:10) Bericht              |         |                 | Wollongong Showground, Wollongong Zuschauer: 9.480 Schiedsrichter: Tony Archer |

| 3. März 20:30 | North Queensland Cowboys | 8 : 32 | Sydney Roosters | Willows Sports Complex, Townsville Zuschauer: 19.263 Schiedsrichter: Tim Mander |
| 3. März 20:30 | (0:6) Bericht            |        |                 | Willows Sports Complex, Townsville Zuschauer: 19.263 Schiedsrichter: Tim Mander |

| 4. März 16:00 | Wests Tigers   | 29 : 10 | New Zealand Warriors | Campbelltown Stadium, Sydney Zuschauer: 8.899 Schiedsrichter: Paul Simpkins |
| 4. März 16:00 | (14:6) Bericht |         |                      | Campbelltown Stadium, Sydney Zuschauer: 8.899 Schiedsrichter: Paul Simpkins |

| 4. März 16:00 | Penrith Panthers | 34 : 42 | Northern Eagles | Penrith Park, Sydney Zuschauer: 12.003 Schiedsrichter: Mark Oaten |
| 4. März 16:00 | (18:24) Bericht  |         |                 | Penrith Park, Sydney Zuschauer: 12.003 Schiedsrichter: Mark Oaten |

| 4. März 18:00 | Canterbury-Bankstown Bulldogs | 28 : 28 | Newcastle Knights | Sydney Showground, Sydney Zuschauer: 18.109 Schiedsrichter: Steve Clark |
| 4. März 18:00 | (12:14) Bericht               |         |                   | Sydney Showground, Sydney Zuschauer: 18.109 Schiedsrichter: Steve Clark |

## Runde 4
| 9. März 19:30 | New Zealand Warriors | 34 : 6 | St. George Illawarra Dragons | Mount Smart Stadium, Auckland Zuschauer: 8.730 Schiedsrichter: Bill Harrigan |
| 9. März 19:30 | (8:6) Bericht        |        |                              | Mount Smart Stadium, Auckland Zuschauer: 8.730 Schiedsrichter: Bill Harrigan |

| 9. März 19:30 | Newcastle Knights | 32 : 14 | Parramatta Eels | Hunter Stadium, Newcastle Zuschauer: 11.861 Schiedsrichter: Paul Simpkins |
| 9. März 19:30 | (26:2) Bericht    |         |                 | Hunter Stadium, Newcastle Zuschauer: 11.861 Schiedsrichter: Paul Simpkins |

| 10. März 16:30 | Brisbane Broncos | 24 : 6 | Wests Tigers | Queen Elizabeth II Stadium, Brisbane Zuschauer: 12.484 Schiedsrichter: Shayne Hayne |
| 10. März 16:30 | (18:2) Bericht   |        |              | Queen Elizabeth II Stadium, Brisbane Zuschauer: 12.484 Schiedsrichter: Shayne Hayne |

| 10. März 19:30 | Canterbury-Bankstown Bulldogs | 38 : 18 | Northern Eagles | Sydney Showground, Sydney Zuschauer: 14.302 Schiedsrichter: Sean Hampstead |
| 10. März 19:30 | (20:0) Bericht                |         |                 | Sydney Showground, Sydney Zuschauer: 14.302 Schiedsrichter: Sean Hampstead |

| 10. März 20:30 | North Queensland Cowboys | 18 : 32 | Penrith Panthers | Cazalys Oval, Cairns Zuschauer: 13.500 Schiedsrichter: Steve Clark |
| 10. März 20:30 | (6:18) Bericht           |         |                  | Cazalys Oval, Cairns Zuschauer: 13.500 Schiedsrichter: Steve Clark |

| 11. März 16:00 | Melbourne Storm | 34 : 24 | Cronulla-Sutherland Sharks | Docklands Stadium, Melbourne Zuschauer: 10.428 Schiedsrichter: Tony Archer |
| 11. März 16:00 | (12:6) Bericht  |         |                            | Docklands Stadium, Melbourne Zuschauer: 10.428 Schiedsrichter: Tony Archer |

| 11. März 18:00 | Sydney Roosters | 24 : 17 | Canberra Raiders | Sydney Football Stadium, Sydney Zuschauer: 7.426 Schiedsrichter: Tim Mander |
| 11. März 18:00 | (2:11) Bericht  |         |                  | Sydney Football Stadium, Sydney Zuschauer: 7.426 Schiedsrichter: Tim Mander |

## Runde 5
| 16. März 19:30 | Brisbane Broncos | 42 : 8 | Newcastle Knights | Queen Elizabeth II Stadium, Brisbane Zuschauer: 22.546 Schiedsrichter: Bill Harrigan |
| 16. März 19:30 | (14:8) Bericht   |        |                   | Queen Elizabeth II Stadium, Brisbane Zuschauer: 22.546 Schiedsrichter: Bill Harrigan |

| 17. März 17:30 | Northern Eagles | 31 : 30 | Sydney Roosters | Brookvale Oval, Sydney Zuschauer: 9.146 Schiedsrichter: Tony Archer |
| 17. März 17:30 | (18:14) Bericht |         |                 | Brookvale Oval, Sydney Zuschauer: 9.146 Schiedsrichter: Tony Archer |

| 17. März 19:30 | Penrith Panthers | 20 : 32 | Canterbury-Bankstown Bulldogs | Penrith Park, Sydney Zuschauer: 16.010 Schiedsrichter: Tim Mander |
| 17. März 19:30 | (10:14) Bericht  |         |                               | Penrith Park, Sydney Zuschauer: 16.010 Schiedsrichter: Tim Mander |

| 17. März 19:30 | Cronulla-Sutherland Sharks | 24 : 16 | North Queensland Cowboys | Endeavour Field, Sydney Zuschauer: 10.250 Schiedsrichter: Paul Simpkins |
| 17. März 19:30 | (6:10) Bericht             |         |                          | Endeavour Field, Sydney Zuschauer: 10.250 Schiedsrichter: Paul Simpkins |

| 18. März 16:00 | Wests Tigers    | 40 : 10 | Melbourne Storm | Leichhardt Oval, Sydney Zuschauer: 11.206 Schiedsrichter: Steve Clark |
| 18. März 16:00 | (22:10) Bericht |         |                 | Leichhardt Oval, Sydney Zuschauer: 11.206 Schiedsrichter: Steve Clark |

| 18. März 16:00 | Parramatta Eels | 30 : 24 | New Zealand Warriors | Parramatta Stadium, Sydney Zuschauer: 12.141 Schiedsrichter: Shayne Hayne |
| 18. März 16:00 | (14:6) Bericht  |         |                      | Parramatta Stadium, Sydney Zuschauer: 12.141 Schiedsrichter: Shayne Hayne |

| 18. März 18:00 | Canberra Raiders | 32 : 22 | St. George Illawarra Dragons | Bruce Stadium, Canberra Zuschauer: 10.187 Schiedsrichter: Sean Hampstead |
| 18. März 18:00 | (14:12) Bericht  |         |                              | Bruce Stadium, Canberra Zuschauer: 10.187 Schiedsrichter: Sean Hampstead |

## Runde 6
| 23. März 19:30 | St. George Illawarra Dragons | 48 : 18 | Northern Eagles | Sydney Football Stadium, Sydney Zuschauer: 10.429 Schiedsrichter: Paul Simpkins |
| 23. März 19:30 | (24:0) Bericht               |         |                 | Sydney Football Stadium, Sydney Zuschauer: 10.429 Schiedsrichter: Paul Simpkins |

| 24. März 19:30 | Penrith Panthers | 12 : 31 | Cronulla-Sutherland Sharks | Penrith Park, Sydney Zuschauer: 14.069 Schiedsrichter: Shayne Hayne |
| 24. März 19:30 | (12:12) Bericht  |         |                            | Penrith Park, Sydney Zuschauer: 14.069 Schiedsrichter: Shayne Hayne |

| 24. März 20:30 | North Queensland Cowboys | 24 : 10 | Wests Tigers | Willows Sports Complex, Townsville Zuschauer: 12.357 Schiedsrichter: Tony Archer |
| 24. März 20:30 | (20:4) Bericht           |         |              | Willows Sports Complex, Townsville Zuschauer: 12.357 Schiedsrichter: Tony Archer |

| 24. März 20:30 | New Zealand Warriors | 13 : 12 | Brisbane Broncos | Mount Smart Stadium, Auckland Zuschauer: 13.921 Schiedsrichter: Sean Hampstead |
| 24. März 20:30 | (12:6) Bericht       |         |                  | Mount Smart Stadium, Auckland Zuschauer: 13.921 Schiedsrichter: Sean Hampstead |

| 25. März 14:00 | Canberra Raiders | 22 : 6 | Parramatta Eels | Bruce Stadium, Canberra Zuschauer: 12.405 Schiedsrichter: Tim Mander |
| 25. März 14:00 | (14:0) Bericht   |        |                 | Bruce Stadium, Canberra Zuschauer: 12.405 Schiedsrichter: Tim Mander |

| 25. März 14:00 | Melbourne Storm | 28 : 36 | Newcastle Knights | Docklands Stadium, Melbourne Zuschauer: 10.757 Schiedsrichter: Steve Clark |
| 25. März 14:00 | (0:30) Bericht  |         |                   | Docklands Stadium, Melbourne Zuschauer: 10.757 Schiedsrichter: Steve Clark |

| 25. März 14:00 | Sydney Roosters | 38 : 12 | Canterbury-Bankstown Bulldogs | Sydney Football Stadium, Sydney Zuschauer: 15.251 Schiedsrichter: Bill Harrigan |
| 25. März 14:00 | (14:6) Bericht  |         |                               | Sydney Football Stadium, Sydney Zuschauer: 15.251 Schiedsrichter: Bill Harrigan |

## Runde 7
| 30. März 19:30 | Canterbury-Bankstown Bulldogs | 6 : 34 | Brisbane Broncos | Sydney Showground, Sydney Zuschauer: 16.642 Schiedsrichter: Steve Clark |
| 30. März 19:30 | (6:12) Bericht                |        |                  | Sydney Showground, Sydney Zuschauer: 16.642 Schiedsrichter: Steve Clark |

| 31. März 17:30 | Newcastle Knights | 45 : 24 | New Zealand Warriors | Hunter Stadium, Newcastle Zuschauer: 15.894 Schiedsrichter: Tony Archer |
| 31. März 17:30 | (21:8) Bericht    |         |                      | Hunter Stadium, Newcastle Zuschauer: 15.894 Schiedsrichter: Tony Archer |

| 31. März 19:30 | Parramatta Eels | 42 : 18 | Melbourne Storm | Parramatta Stadium, Sydney Zuschauer: 12.078 Schiedsrichter: Sean Hampstead |
| 31. März 19:30 | (18:0) Bericht  |         |                 | Parramatta Stadium, Sydney Zuschauer: 12.078 Schiedsrichter: Sean Hampstead |

| 1. April 14:00 | Northern Eagles | 22 : 28 | Cronulla-Sutherland Sharks | Grahame Park, Gosford Zuschauer: 10.968 Schiedsrichter: Mark Oaten |
| 1. April 14:00 | (0:22) Bericht  |         |                            | Grahame Park, Gosford Zuschauer: 10.968 Schiedsrichter: Mark Oaten |

| 1. April 14:00 | St. George Illawarra Dragons | 48 : 12 | North Queensland Cowboys | Wollongong Showground, Wollongong Zuschauer: 9.583 Schiedsrichter: Tim Mander |
| 1. April 14:00 | (36:0) Bericht               |         |                          | Wollongong Showground, Wollongong Zuschauer: 9.583 Schiedsrichter: Tim Mander |

| 1. April 14:00 | Wests Tigers    | 26 : 24 | Canberra Raiders | Campbelltown Stadium, Sydney Zuschauer: 6.795 Schiedsrichter: Bill Harrigan |
| 1. April 14:00 | (12:14) Bericht |         |                  | Campbelltown Stadium, Sydney Zuschauer: 6.795 Schiedsrichter: Bill Harrigan |

| 2. April 19:30 | Sydney Roosters | 10 : 24 | Penrith Panthers | Sydney Football Stadium, Sydney Zuschauer: 9.878 Schiedsrichter: Paul Simpkins |
| 2. April 19:30 | (6:22) Bericht  |         |                  | Sydney Football Stadium, Sydney Zuschauer: 9.878 Schiedsrichter: Paul Simpkins |

## Runde 8
| 6. April 19:30 | Northern Eagles | 38 : 22 | Wests Tigers | Brookvale Oval, Sydney Zuschauer: 9.304 Schiedsrichter: Tony Archer |
| 6. April 19:30 | (20:18) Bericht |         |              | Brookvale Oval, Sydney Zuschauer: 9.304 Schiedsrichter: Tony Archer |

| 7. April 19:30 | Canterbury-Bankstown Bulldogs | 24 : 24 | New Zealand Warriors | Westpac Stadium, Wellington Zuschauer: 27.724 Schiedsrichter: Steve Clark |
| 7. April 19:30 | (14:2) Bericht                |         |                      | Westpac Stadium, Wellington Zuschauer: 27.724 Schiedsrichter: Steve Clark |

| 7. April 19:30 | North Queensland Cowboys | 14 : 14 | Parramatta Eels | Willows Sports Complex, Townsville Zuschauer: 12.949 Schiedsrichter: Paul Simpkins |
| 7. April 19:30 | (4:12) Bericht           |         |                 | Willows Sports Complex, Townsville Zuschauer: 12.949 Schiedsrichter: Paul Simpkins |

| 7. April 19:30 | Cronulla-Sutherland Sharks | 13 : 22 | Sydney Roosters | Endeavour Field, Sydney Zuschauer: 15.113 Schiedsrichter: Tim Mander |
| 7. April 19:30 | (13:0) Bericht             |         |                 | Endeavour Field, Sydney Zuschauer: 15.113 Schiedsrichter: Tim Mander |

| 8. April 14:00 | Brisbane Broncos | 18 : 16 | Melbourne Storm | Queen Elizabeth II Stadium, Brisbane Zuschauer: 17.809 Schiedsrichter: Mark Oaten |
| 8. April 14:00 | (6:12) Bericht   |         |                 | Queen Elizabeth II Stadium, Brisbane Zuschauer: 17.809 Schiedsrichter: Mark Oaten |

| 8. April 14:00 | Canberra Raiders | 20 : 22 | Newcastle Knights | Bruce Stadium, Canberra Zuschauer: 10.993 Schiedsrichter: Sean Hampstead |
| 8. April 14:00 | (12:12) Bericht  |         |                   | Bruce Stadium, Canberra Zuschauer: 10.993 Schiedsrichter: Sean Hampstead |

| 8. April 14:00 | Penrith Panthers | 14 : 42 | St. George Illawarra Dragons | Penrith Park, Sydney Zuschauer: 12.744 Schiedsrichter: Bill Harrigan |
| 8. April 14:00 | (14:24) Bericht  |         |                              | Penrith Park, Sydney Zuschauer: 12.744 Schiedsrichter: Bill Harrigan |

## Runde 9
| 13. April 18:30 | Melbourne Storm | 52 : 18 | Northern Eagles | Docklands Stadium, Melbourne Zuschauer: 12.489 Schiedsrichter: Paul Simpkins |
| 13. April 18:30 | (12:12) Bericht |         |                 | Docklands Stadium, Melbourne Zuschauer: 12.489 Schiedsrichter: Paul Simpkins |

| 13. April 19:30 | Sydney Roosters | 20 : 18 | Brisbane Broncos | Sydney Football Stadium, Sydney Zuschauer: 21.126 Schiedsrichter: Steve Clark |
| 13. April 19:30 | (12:12) Bericht |         |                  | Sydney Football Stadium, Sydney Zuschauer: 21.126 Schiedsrichter: Steve Clark |

| 14. April 17:30 | Wests Tigers   | 14 : 16 | Canterbury-Bankstown Bulldogs | Campbelltown Stadium, Sydney Zuschauer: 14.632 Schiedsrichter: Tim Mander |
| 14. April 17:30 | (0:12) Bericht |         |                               | Campbelltown Stadium, Sydney Zuschauer: 14.632 Schiedsrichter: Tim Mander |

| 14. April 19:30 | St. George Illawarra Dragons | 6 : 24 | Parramatta Eels | Wollongong Showground, Wollongong Zuschauer: 13.404 Schiedsrichter: Sean Hampstead |
| 14. April 19:30 | (4:14) Bericht               |        |                 | Wollongong Showground, Wollongong Zuschauer: 13.404 Schiedsrichter: Sean Hampstead |

| 15. April 14:00 | Canberra Raiders | 34 : 26 | North Queensland Cowboys | Bruce Stadium, Canberra Zuschauer: 7.191 Schiedsrichter: Bill Harrigan |
| 15. April 14:00 | (10:10) Bericht  |         |                          | Bruce Stadium, Canberra Zuschauer: 7.191 Schiedsrichter: Bill Harrigan |

| 15. April 14:00 | Newcastle Knights | 22 : 12 | Cronulla-Sutherland Sharks | Hunter Stadium, Newcastle Zuschauer: 20.906 Schiedsrichter: Tony Archer |
| 15. April 14:00 | (6:12) Bericht    |         |                            | Hunter Stadium, Newcastle Zuschauer: 20.906 Schiedsrichter: Tony Archer |

| 16. April 14:00 | New Zealand Warriors | 52 : 8 | Penrith Panthers | Mount Smart Stadium, Auckland Zuschauer: 16.876 Schiedsrichter: Mark Oaten |
| 16. April 14:00 | (26:0) Bericht       |        |                  | Mount Smart Stadium, Auckland Zuschauer: 16.876 Schiedsrichter: Mark Oaten |

## Runde 10
| 20. April 19:30 | Parramatta Eels | 20 : 20 | Canterbury-Bankstown Bulldogs | Parramatta Stadium, Sydney Zuschauer: 20.220 Schiedsrichter: Tim Mander |
| 20. April 19:30 | (4:14) Bericht  |         |                               | Parramatta Stadium, Sydney Zuschauer: 20.220 Schiedsrichter: Tim Mander |

| 21. April 17:30 | Penrith Panthers | 19 : 12 | Canberra Raiders | Penrith Park, Sydney Zuschauer: 6.064 Schiedsrichter: Shayne Hayne |
| 21. April 17:30 | (7:0) Bericht    |         |                  | Penrith Park, Sydney Zuschauer: 6.064 Schiedsrichter: Shayne Hayne |

| 21. April 19:30 | Brisbane Broncos | 40 : 16 | St. George Illawarra Dragons | Queen Elizabeth II Stadium, Brisbane Zuschauer: 19.768 Schiedsrichter: Mark Oaten |
| 21. April 19:30 | (22:6) Bericht   |         |                              | Queen Elizabeth II Stadium, Brisbane Zuschauer: 19.768 Schiedsrichter: Mark Oaten |

| 21. April 19:30 | Cronulla-Sutherland Sharks | 26 : 16 | New Zealand Warriors | Endeavour Field, Sydney Zuschauer: 9.011 Schiedsrichter: Bill Harrigan |
| 21. April 19:30 | (16:0) Bericht             |         |                      | Endeavour Field, Sydney Zuschauer: 9.011 Schiedsrichter: Bill Harrigan |

| 22. April 14:00 | Melbourne Storm | 22 : 23 | Sydney Roosters | Docklands Stadium, Melbourne Zuschauer: 10.420 Schiedsrichter: Steve Clark |
| 22. April 14:00 | (16:6) Bericht  |         |                 | Docklands Stadium, Melbourne Zuschauer: 10.420 Schiedsrichter: Steve Clark |

| 22. April 14:00 | Newcastle Knights | 56 : 6 | Wests Tigers | Hunter Stadium, Newcastle Zuschauer: 15.105 Schiedsrichter: Paul Simpkins |
| 22. April 14:00 | (16:6) Bericht    |        |              | Hunter Stadium, Newcastle Zuschauer: 15.105 Schiedsrichter: Paul Simpkins |

| 22. April 18:00 | North Queensland Cowboys | 22 : 24 | Northern Eagles | Cazalys Oval, Cairns Zuschauer: 6.113 Schiedsrichter: Stephen Richards |
| 22. April 18:00 | (14:8) Bericht           |         |                 | Cazalys Oval, Cairns Zuschauer: 6.113 Schiedsrichter: Stephen Richards |

## Runde 11
| 27. April 19:30 | Brisbane Broncos | 35 : 16 | Cronulla-Sutherland Sharks | Queen Elizabeth II Stadium, Brisbane Zuschauer: 20.571 Schiedsrichter: Tim Mander |
| 27. April 19:30 | (25:6) Bericht   |         |                            | Queen Elizabeth II Stadium, Brisbane Zuschauer: 20.571 Schiedsrichter: Tim Mander |

| 28. April 17:30 | North Queensland Cowboys | 14 : 26 | Canterbury-Bankstown Bulldogs | Willows Sports Complex, Townsville Zuschauer: 9.820 Schiedsrichter: Mark Oaten |
| 28. April 17:30 | (8:16) Bericht           |         |                               | Willows Sports Complex, Townsville Zuschauer: 9.820 Schiedsrichter: Mark Oaten |

| 28. April 19:30 | Northern Eagles | 24 : 16 | Canberra Raiders | Grahame Park, Gosford Zuschauer: 11.319 Schiedsrichter: Stephen Richards |
| 28. April 19:30 | (16:4) Bericht  |         |                  | Grahame Park, Gosford Zuschauer: 11.319 Schiedsrichter: Stephen Richards |

| 28. April 19:30 | St. George Illawarra Dragons | 24 : 32 | Newcastle Knights | Sydney Football Stadium, Sydney Zuschauer: 13.567 Schiedsrichter: Bill Harrigan |
| 28. April 19:30 | (6:24) Bericht               |         |                   | Sydney Football Stadium, Sydney Zuschauer: 13.567 Schiedsrichter: Bill Harrigan |

| 29. April 14:00 | Penrith Panthers | 14 : 58 | Melbourne Storm | Penrith Park, Sydney Zuschauer: 8.813 Schiedsrichter: Paul Simpkins |
| 29. April 14:00 | (4:14) Bericht   |         |                 | Penrith Park, Sydney Zuschauer: 8.813 Schiedsrichter: Paul Simpkins |

| 29. April 14:00 | Sydney Roosters | 30 : 42 | New Zealand Warriors | Sydney Football Stadium, Sydney Zuschauer: 9.857 Schiedsrichter: Shayne Hayne |
| 29. April 14:00 | (18:24) Bericht |         |                      | Sydney Football Stadium, Sydney Zuschauer: 9.857 Schiedsrichter: Shayne Hayne |

| 29. April 14:00 | Wests Tigers   | 12 : 66 | Parramatta Eels | Leichhardt Oval, Sydney Zuschauer: 14.802 Schiedsrichter: Steve Clark |
| 29. April 14:00 | (0:36) Bericht |         |                 | Leichhardt Oval, Sydney Zuschauer: 14.802 Schiedsrichter: Steve Clark |

## Runde 12
| 11. Mai 19:30 | Cronulla-Sutherland Sharks | 6 : 20 | Canterbury-Bankstown Bulldogs | Endeavour Field, Sydney Zuschauer: 11.218 Schiedsrichter: Bill Harrigan |
| 11. Mai 19:30 | (0:12) Bericht             |        |                               | Endeavour Field, Sydney Zuschauer: 11.218 Schiedsrichter: Bill Harrigan |

| 12. Mai 19:30 | New Zealand Warriors | 20 : 40 | Melbourne Storm | Mount Smart Stadium, Auckland Zuschauer: 15.167 Schiedsrichter: Tim Mander |
| 12. Mai 19:30 | (2:24) Bericht       |         |                 | Mount Smart Stadium, Auckland Zuschauer: 15.167 Schiedsrichter: Tim Mander |

| 12. Mai 19:30 | Northern Eagles | 14 : 26 | Parramatta Eels | Brookvale Oval, Sydney Zuschauer: 11.439 Schiedsrichter: Paul Simpkins |
| 12. Mai 19:30 | (4:12) Bericht  |         |                 | Brookvale Oval, Sydney Zuschauer: 11.439 Schiedsrichter: Paul Simpkins |

| 12. Mai 19:30 | Wests Tigers    | 16 : 20 | Penrith Panthers | Campbelltown Stadium, Sydney Zuschauer: 7.342 Schiedsrichter: Mark Oaten |
| 12. Mai 19:30 | (10:10) Bericht |         |                  | Campbelltown Stadium, Sydney Zuschauer: 7.342 Schiedsrichter: Mark Oaten |

| 13. Mai 14:00 | Canberra Raiders | 26 : 26 | Brisbane Broncos | Bruce Stadium, Canberra Zuschauer: 14.414 Schiedsrichter: Tony Archer |
| 13. Mai 14:00 | (14:10) Bericht  |         |                  | Bruce Stadium, Canberra Zuschauer: 14.414 Schiedsrichter: Tony Archer |

| 13. Mai 14:00 | Newcastle Knights | 42 : 34 | North Queensland Cowboys | Hunter Stadium, Newcastle Zuschauer: 18.039 Schiedsrichter: Shayne Hayne |
| 13. Mai 14:00 | (20:16) Bericht   |         |                          | Hunter Stadium, Newcastle Zuschauer: 18.039 Schiedsrichter: Shayne Hayne |

| 13. Mai 14:00 | St. George Illawarra Dragons | 20 : 20 | Sydney Roosters | Wollongong Showground, Wollongong Zuschauer: 9.792 Schiedsrichter: Steve Clark |
| 13. Mai 14:00 | (10:14) Bericht              |         |                 | Wollongong Showground, Wollongong Zuschauer: 9.792 Schiedsrichter: Steve Clark |

## Runde 13
| 18. Mai 19:30 | Parramatta Eels | 38 : 22 | Sydney Roosters | Parramatta Stadium, Sydney Zuschauer: 18.403 Schiedsrichter: Bill Harrigan |
| 18. Mai 19:30 | (22:12) Bericht |         |                 | Parramatta Stadium, Sydney Zuschauer: 18.403 Schiedsrichter: Bill Harrigan |

| 19. Mai 17:30 | Melbourne Storm | 32 : 28 | Canberra Raiders | Docklands Stadium, Melbourne Zuschauer: 11.403 Schiedsrichter: Tim Mander |
| 19. Mai 17:30 | (22:10) Bericht |         |                  | Docklands Stadium, Melbourne Zuschauer: 11.403 Schiedsrichter: Tim Mander |

| 19. Mai 19:30 | Penrith Panthers | 12 : 19 | Newcastle Knights | Penrith Park, Sydney Zuschauer: 12.529 Schiedsrichter: Tony Archer |
| 19. Mai 19:30 | (0:6) Bericht    |         |                   | Penrith Park, Sydney Zuschauer: 12.529 Schiedsrichter: Tony Archer |

| 19. Mai 19:30 | Cronulla-Sutherland Sharks | 16 : 16 | Wests Tigers | Endeavour Field, Sydney Zuschauer: 9.007 Schiedsrichter: Steve Clark |
| 19. Mai 19:30 | (10:4) Bericht             |         |              | Endeavour Field, Sydney Zuschauer: 9.007 Schiedsrichter: Steve Clark |

| 20. Mai 14:00 | Brisbane Broncos | 22 : 6 | Northern Eagles | Queen Elizabeth II Stadium, Brisbane Zuschauer: 16.306 Schiedsrichter: Mark Oaten |
| 20. Mai 14:00 | (0:6) Bericht    |        |                 | Queen Elizabeth II Stadium, Brisbane Zuschauer: 16.306 Schiedsrichter: Mark Oaten |

| 20. Mai 14:00 | Canterbury-Bankstown Bulldogs | 14 : 26 | St. George Illawarra Dragons | Sydney Showground, Sydney Zuschauer: 15.173 Schiedsrichter: Paul Simpkins |
| 20. Mai 14:00 | (8:16) Bericht                |         |                              | Sydney Showground, Sydney Zuschauer: 15.173 Schiedsrichter: Paul Simpkins |

| 20. Mai 18:00 | North Queensland Cowboys | 35 : 18 | New Zealand Warriors | Willows Sports Complex, Townsville Zuschauer: 10.819 Schiedsrichter: Sean Hampstead |
| 20. Mai 18:00 | (18:10) Bericht          |         |                      | Willows Sports Complex, Townsville Zuschauer: 10.819 Schiedsrichter: Sean Hampstead |

## Runde 14
| 25. Mai 19:30 | St. George Illawarra Dragons | 26 : 26 | Cronulla-Sutherland Sharks | Sydney Football Stadium, Sydney Zuschauer: 15.226 Schiedsrichter: Paul Simpkins |
| 25. Mai 19:30 | (8:8) Bericht                |         |                            | Sydney Football Stadium, Sydney Zuschauer: 15.226 Schiedsrichter: Paul Simpkins |

| 26. Mai 17:30 | Canberra Raiders | 10 : 22 | New Zealand Warriors | Manuka Oval, Canberra Zuschauer: 7.112 Schiedsrichter: Tony Archer |
| 26. Mai 17:30 | (6:12) Bericht   |         |                      | Manuka Oval, Canberra Zuschauer: 7.112 Schiedsrichter: Tony Archer |

| 26. Mai 19:30 | Northern Eagles | 30 : 28 | Newcastle Knights | Grahame Park, Gosford Zuschauer: 18.344 Schiedsrichter: Steve Clark |
| 26. Mai 19:30 | (16:12) Bericht |         |                   | Grahame Park, Gosford Zuschauer: 18.344 Schiedsrichter: Steve Clark |

| 26. Mai 19:30 | Sydney Roosters | 33 : 20 | Wests Tigers | Sydney Football Stadium, Sydney Zuschauer: 10.124 Schiedsrichter: Mark Oaten |
| 26. Mai 19:30 | (16:16) Bericht |         |              | Sydney Football Stadium, Sydney Zuschauer: 10.124 Schiedsrichter: Mark Oaten |

| 27. Mai 14:00 | Brisbane Broncos | 50 : 6 | North Queensland Cowboys | Queen Elizabeth II Stadium, Brisbane Zuschauer: 14.714 Schiedsrichter: Tim Mander |
| 27. Mai 14:00 | (18:6) Bericht   |        |                          | Queen Elizabeth II Stadium, Brisbane Zuschauer: 14.714 Schiedsrichter: Tim Mander |

| 27. Mai 14:00 | Canterbury-Bankstown Bulldogs | 28 : 26 | Melbourne Storm | Sydney Showground, Sydney Zuschauer: 8.234 Schiedsrichter: Sean Hampstead |
| 27. Mai 14:00 | (16:6) Bericht                |         |                 | Sydney Showground, Sydney Zuschauer: 8.234 Schiedsrichter: Sean Hampstead |

| 27. Mai 14:00 | Parramatta Eels | 54 : 28 | Penrith Panthers | Parramatta Stadium, Sydney Zuschauer: 14.019 Schiedsrichter: Bill Harrigan |
| 27. Mai 14:00 | (20:18) Bericht |         |                  | Parramatta Stadium, Sydney Zuschauer: 14.019 Schiedsrichter: Bill Harrigan |

## Runde 15
| 1. Juni 19:30 | New Zealand Warriors | 34 : 30 | Northern Eagles | Mount Smart Stadium, Auckland Zuschauer: 12.282 Schiedsrichter: Steve Clark |
| 1. Juni 19:30 | (12:22) Bericht      |         |                 | Mount Smart Stadium, Auckland Zuschauer: 12.282 Schiedsrichter: Steve Clark |

| 1. Juni 19:30 | Newcastle Knights | 8 : 18 | Sydney Roosters | Hunter Stadium, Newcastle Zuschauer: 19.341 Schiedsrichter: Bill Harrigan |
| 1. Juni 19:30 | (0:8) Bericht     |        |                 | Hunter Stadium, Newcastle Zuschauer: 19.341 Schiedsrichter: Bill Harrigan |

| 2. Juni 17:30 | Canterbury-Bankstown Bulldogs | 0 : 32 | Canberra Raiders | Sydney Showground, Sydney Zuschauer: 8.155 Schiedsrichter: Mark Oaten |
| 2. Juni 17:30 | (0:20) Bericht                |        |                  | Sydney Showground, Sydney Zuschauer: 8.155 Schiedsrichter: Mark Oaten |

| 2. Juni 19:30 | North Queensland Cowboys | 24 : 38 | Melbourne Storm | Willows Sports Complex, Townsville Zuschauer: 10.987 Schiedsrichter: Tony Archer |
| 2. Juni 19:30 | (6:22) Bericht           |         |                 | Willows Sports Complex, Townsville Zuschauer: 10.987 Schiedsrichter: Tony Archer |

| 2. Juni 19:30 | Penrith Panthers | 16 : 29 | Brisbane Broncos | Penrith Park, Sydney Zuschauer: 11.757 Schiedsrichter: Paul Simpkins |
| 2. Juni 19:30 | (4:14) Bericht   |         |                  | Penrith Park, Sydney Zuschauer: 11.757 Schiedsrichter: Paul Simpkins |

| 3. Juni 14:00 | Cronulla-Sutherland Sharks | 6 : 36 | Parramatta Eels | Endeavour Field, Sydney Zuschauer: 14.666 Schiedsrichter: Tim Mander |
| 3. Juni 14:00 | (0:16) Bericht             |        |                 | Endeavour Field, Sydney Zuschauer: 14.666 Schiedsrichter: Tim Mander |

| 3. Juni 14:00 | Wests Tigers    | 22 : 27 | St. George Illawarra Dragons | Leichhardt Oval, Sydney Zuschauer: 13.152 Schiedsrichter: Sean Hampstead |
| 3. Juni 14:00 | (18:10) Bericht |         |                              | Leichhardt Oval, Sydney Zuschauer: 13.152 Schiedsrichter: Sean Hampstead |

## Runde 16
| 15. Juni 19:30 | Brisbane Broncos | 12 : 28 | Parramatta Eels | Queen Elizabeth II Stadium, Brisbane Zuschauer: 28.531 Schiedsrichter: Bill Harrigan |
| 15. Juni 19:30 | (6:16) Bericht   |         |                 | Queen Elizabeth II Stadium, Brisbane Zuschauer: 28.531 Schiedsrichter: Bill Harrigan |

| 16. Juni 19:30 | Canberra Raiders | 12 : 26 | Cronulla-Sutherland Sharks | Bruce Stadium, Canberra Zuschauer: 9.976 Schiedsrichter: Mark Oaten |
| 16. Juni 19:30 | (6:12) Bericht   |         |                            | Bruce Stadium, Canberra Zuschauer: 9.976 Schiedsrichter: Mark Oaten |

| 16. Juni 19:30 | New Zealand Warriors | 16 : 21 | Wests Tigers | Mount Smart Stadium, Auckland Zuschauer: 8.333 Schiedsrichter: Shayne Hayne |
| 16. Juni 19:30 | (10:8) Bericht       |         |              | Mount Smart Stadium, Auckland Zuschauer: 8.333 Schiedsrichter: Shayne Hayne |

| 16. Juni 19:30 | Sydney Roosters | 50 : 24 | North Queensland Cowboys | Sydney Football Stadium, Sydney Zuschauer: 6.432 Schiedsrichter: Steve Carrall |
| 16. Juni 19:30 | (30:12) Bericht |         |                          | Sydney Football Stadium, Sydney Zuschauer: 6.432 Schiedsrichter: Steve Carrall |

| 17. Juni 14:00 | Melbourne Storm | 34 : 28 | St. George Illawarra Dragons | Docklands Stadium, Melbourne Zuschauer: 11.530 Schiedsrichter: Tony Archer |
| 17. Juni 14:00 | (18:12) Bericht |         |                              | Docklands Stadium, Melbourne Zuschauer: 11.530 Schiedsrichter: Tony Archer |

| 17. Juni 14:00 | Newcastle Knights | 18 : 46 | Canterbury-Bankstown Bulldogs | Hunter Stadium, Newcastle Zuschauer: 16.645 Schiedsrichter: Tim Mander |
| 17. Juni 14:00 | (8:12) Bericht    |         |                               | Hunter Stadium, Newcastle Zuschauer: 16.645 Schiedsrichter: Tim Mander |

| 17. Juni 14:00 | Northern Eagles | 32 : 22 | Penrith Panthers | Brookvale Oval, Sydney Zuschauer: 7.236 Schiedsrichter: Sean Hampstead |
| 17. Juni 14:00 | (24:6) Bericht  |         |                  | Brookvale Oval, Sydney Zuschauer: 7.236 Schiedsrichter: Sean Hampstead |

## Runde 17
| 22. Juni 19:30 | Parramatta Eels | 40 : 0 | Newcastle Knights | Parramatta Stadium, Sydney Zuschauer: 23.097 Schiedsrichter: Sean Hampstead |
| 22. Juni 19:30 | (24:0) Bericht  |        |                   | Parramatta Stadium, Sydney Zuschauer: 23.097 Schiedsrichter: Sean Hampstead |

| 23. Juni 17:30 | Penrith Panthers | 20 : 26 | North Queensland Cowboys | Penrith Park, Sydney Zuschauer: 7.326 Schiedsrichter: Mark Oaten |
| 23. Juni 17:30 | (10:14) Bericht  |         |                          | Penrith Park, Sydney Zuschauer: 7.326 Schiedsrichter: Mark Oaten |

| 23. Juni 19:30 | Cronulla-Sutherland Sharks | 40 : 18 | Melbourne Storm | Endeavour Field, Sydney Zuschauer: 10.106 Schiedsrichter: Bill Harrigan |
| 23. Juni 19:30 | (22:14) Bericht            |         |                 | Endeavour Field, Sydney Zuschauer: 10.106 Schiedsrichter: Bill Harrigan |

| 23. Juni 19:30 | Wests Tigers   | 10 : 44 | Brisbane Broncos | Campbelltown Stadium, Sydney Zuschauer: 8.362 Schiedsrichter: Tony Archer |
| 23. Juni 19:30 | (0:26) Bericht |         |                  | Campbelltown Stadium, Sydney Zuschauer: 8.362 Schiedsrichter: Tony Archer |

| 24. Juni 14:00 | Canberra Raiders | 32 : 22 | Sydney Roosters | Bruce Stadium, Canberra Zuschauer: 9.825 Schiedsrichter: Shayne Hayne |
| 24. Juni 14:00 | (10:22) Bericht  |         |                 | Bruce Stadium, Canberra Zuschauer: 9.825 Schiedsrichter: Shayne Hayne |

| 24. Juni 14:00 | Northern Eagles | 30 : 32 | Canterbury-Bankstown Bulldogs | Grahame Park, Gosford Zuschauer: 13.222 Schiedsrichter: Paul Simpkins |
| 24. Juni 14:00 | (20:18) Bericht |         |                               | Grahame Park, Gosford Zuschauer: 13.222 Schiedsrichter: Paul Simpkins |

| 24. Juni 14:00 | St. George Illawarra Dragons | 38 : 18 | New Zealand Warriors | Wollongong Showground, Wollongong Zuschauer: 9.013 Schiedsrichter: Tim Mander |
| 24. Juni 14:00 | (20:12) Bericht              |         |                      | Wollongong Showground, Wollongong Zuschauer: 9.013 Schiedsrichter: Tim Mander |

## Runde 18
| 5. Juli 20:00 | Melbourne Storm | 64 : 0 | Wests Tigers | Docklands Stadium, Melbourne Zuschauer: 10.683 Schiedsrichter: Tim Mander |
| 5. Juli 20:00 | (24:0) Bericht  |        |              | Docklands Stadium, Melbourne Zuschauer: 10.683 Schiedsrichter: Tim Mander |

| 6. Juli 19:30 | Newcastle Knights | 44 : 0 | Brisbane Broncos | Hunter Stadium, Newcastle Zuschauer: 22.896 Schiedsrichter: Paul Simpkins |
| 6. Juli 19:30 | (22:0) Bericht    |        |                  | Hunter Stadium, Newcastle Zuschauer: 22.896 Schiedsrichter: Paul Simpkins |

| 7. Juli 17:30 | St. George Illawarra Dragons | 44 : 12 | Canberra Raiders | Wollongong Showground, Wollongong Zuschauer: 10.108 Schiedsrichter: Bill Harrigan |
| 7. Juli 17:30 | (34:0) Bericht               |         |                  | Wollongong Showground, Wollongong Zuschauer: 10.108 Schiedsrichter: Bill Harrigan |

| 7. Juli 19:30 | New Zealand Warriors | 29 : 18 | Parramatta Eels | Mount Smart Stadium, Auckland Zuschauer: 10.554 Schiedsrichter: Tony Archer |
| 7. Juli 19:30 | (14:12) Bericht      |         |                 | Mount Smart Stadium, Auckland Zuschauer: 10.554 Schiedsrichter: Tony Archer |

| 7. Juli 19:30 | North Queensland Cowboys | 6 : 36 | Cronulla-Sutherland Sharks | Willows Sports Complex, Townsville Zuschauer: 13.494 Schiedsrichter: Steve Carrall |
| 7. Juli 19:30 | (0:18) Bericht           |        |                            | Willows Sports Complex, Townsville Zuschauer: 13.494 Schiedsrichter: Steve Carrall |

| 8. Juli 14:00 | Canterbury-Bankstown Bulldogs | 40 : 14 | Penrith Panthers | Sydney Showground, Sydney Zuschauer: 8.217 Schiedsrichter: Shayne Hayne |
| 8. Juli 14:00 | (24:4) Bericht                |         |                  | Sydney Showground, Sydney Zuschauer: 8.217 Schiedsrichter: Shayne Hayne |

| 8. Juli 14:00 | Sydney Roosters | 18 : 40 | Northern Eagles | Sydney Football Stadium, Sydney Zuschauer: 10.417 Schiedsrichter: Sean Hampstead |
| 8. Juli 14:00 | (6:36) Bericht  |         |                 | Sydney Football Stadium, Sydney Zuschauer: 10.417 Schiedsrichter: Sean Hampstead |

## Runde 19
| 14. Juli 17:30 | Wests Tigers  | 20 : 18 | North Queensland Cowboys | Leichhardt Oval, Sydney Zuschauer: 4.724 Schiedsrichter: Matt Cecchin |
| 14. Juli 17:30 | (2:4) Bericht |         |                          | Leichhardt Oval, Sydney Zuschauer: 4.724 Schiedsrichter: Matt Cecchin |

| 14. Juli 19:30 | Northern Eagles | 18 : 28 | St. George Illawarra Dragons | Brookvale Oval, Sydney Zuschauer: 7.017 Schiedsrichter: Paul Simpkins |
| 14. Juli 19:30 | (10:10) Bericht |         |                              | Brookvale Oval, Sydney Zuschauer: 7.017 Schiedsrichter: Paul Simpkins |

| 14. Juli 19:30 | Cronulla-Sutherland Sharks | 42 : 10 | Penrith Panthers | Endeavour Field, Sydney Zuschauer: 8.035 Schiedsrichter: Mark Oaten |
| 14. Juli 19:30 | (26:4) Bericht             |         |                  | Endeavour Field, Sydney Zuschauer: 8.035 Schiedsrichter: Mark Oaten |

| 15. Juli 14:00 | Brisbane Broncos | 48 : 12 | New Zealand Warriors | Carrara Stadium, Gold Coast Zuschauer: 15.813 Schiedsrichter: Tim Mander |
| 15. Juli 14:00 | (24:0) Bericht   |         |                      | Carrara Stadium, Gold Coast Zuschauer: 15.813 Schiedsrichter: Tim Mander |

| 15. Juli 14:00 | Canterbury-Bankstown Bulldogs | 34 : 18 | Sydney Roosters | Sydney Showground, Sydney Zuschauer: 12.367 Schiedsrichter: Tony Archer |
| 15. Juli 14:00 | (18:12) Bericht               |         |                 | Sydney Showground, Sydney Zuschauer: 12.367 Schiedsrichter: Tony Archer |

| 15. Juli 14:00 | Newcastle Knights | 48 : 16 | Melbourne Storm | Hunter Stadium, Newcastle Zuschauer: 21.367 Schiedsrichter: Bill Harrigan |
| 15. Juli 14:00 | (18:6) Bericht    |         |                 | Hunter Stadium, Newcastle Zuschauer: 21.367 Schiedsrichter: Bill Harrigan |

| 15. Juli 14:00 | Parramatta Eels | 50 : 22 | Canberra Raiders | Parramatta Stadium, Sydney Zuschauer: 13.303 Schiedsrichter: Sean Hampstead |
| 15. Juli 14:00 | (32:0) Bericht  |         |                  | Parramatta Stadium, Sydney Zuschauer: 13.303 Schiedsrichter: Sean Hampstead |

## Runde 20
| 20. Juli 19:30 | Melbourne Storm | 10 : 54 | Parramatta Eels | Docklands Stadium, Melbourne Zuschauer: 13.074 Schiedsrichter: Paul Simpkins |
| 20. Juli 19:30 | (6:18) Bericht  |         |                 | Docklands Stadium, Melbourne Zuschauer: 13.074 Schiedsrichter: Paul Simpkins |

| 21. Juli 17:30 | Cronulla-Sutherland Sharks | 40 : 18 | Northern Eagles | Endeavour Field, Sydney Zuschauer: 10.093 Schiedsrichter: Tim Mander |
| 21. Juli 17:30 | (22:0) Bericht             |         |                 | Endeavour Field, Sydney Zuschauer: 10.093 Schiedsrichter: Tim Mander |

| 21. Juli 19:30 | North Queensland Cowboys | 34 : 10 | St. George Illawarra Dragons | Willows Sports Complex, Townsville Zuschauer: 14.293 Schiedsrichter: Shayne Hayne |
| 21. Juli 19:30 | (16:4) Bericht           |         |                              | Willows Sports Complex, Townsville Zuschauer: 14.293 Schiedsrichter: Shayne Hayne |

| 21. Juli 19:30 | Penrith Panthers | 26 : 16 | Sydney Roosters | Penrith Park, Sydney Zuschauer: 11.036 Schiedsrichter: Tony Archer |
| 21. Juli 19:30 | (24:6) Bericht   |         |                 | Penrith Park, Sydney Zuschauer: 11.036 Schiedsrichter: Tony Archer |

| 22. Juli 14:00 | Brisbane Broncos | 30 : 37 | Canterbury-Bankstown Bulldogs | Queen Elizabeth II Stadium, Brisbane Zuschauer: 25.830 Schiedsrichter: Sean Hampstead |
| 22. Juli 14:00 | (12:24) Bericht  |         |                               | Queen Elizabeth II Stadium, Brisbane Zuschauer: 25.830 Schiedsrichter: Sean Hampstead |

| 22. Juli 14:00 | Canberra Raiders | 22 : 28 | Wests Tigers | Bruce Stadium, Canberra Zuschauer: 8.259 Schiedsrichter: Mark Oaten |
| 22. Juli 14:00 | (0:22) Bericht   |         |              | Bruce Stadium, Canberra Zuschauer: 8.259 Schiedsrichter: Mark Oaten |

| 22. Juli 14:00 | New Zealand Warriors | 30 : 37 | Newcastle Knights | Mount Smart Stadium, Auckland Zuschauer: 8.188 Schiedsrichter: Bill Harrigan |
| 22. Juli 14:00 | (12:14) Bericht      |         |                   | Mount Smart Stadium, Auckland Zuschauer: 8.188 Schiedsrichter: Bill Harrigan |

## Runde 21
| 27. Juli 19:30 | Sydney Roosters | 14 : 22 | Cronulla-Sutherland Sharks | Sydney Football Stadium, Sydney Zuschauer: 9.185 Schiedsrichter: Sean Hampstead |
| 27. Juli 19:30 | (6:20) Bericht  |         |                            | Sydney Football Stadium, Sydney Zuschauer: 9.185 Schiedsrichter: Sean Hampstead |

| 28. Juli 19:30 | New Zealand Warriors | 34 : 8 | Canterbury-Bankstown Bulldogs | Mount Smart Stadium, Auckland Zuschauer: 10.391 Schiedsrichter: Paul Simpkins |
| 28. Juli 19:30 | (12:4) Bericht       |        |                               | Mount Smart Stadium, Auckland Zuschauer: 10.391 Schiedsrichter: Paul Simpkins |

| 28. Juli 19:30 | St. George Illawarra Dragons | 28 : 6 | Penrith Panthers | Sydney Football Stadium, Sydney Zuschauer: 7.147 Schiedsrichter: Shayne Hayne |
| 28. Juli 19:30 | (14:2) Bericht               |        |                  | Sydney Football Stadium, Sydney Zuschauer: 7.147 Schiedsrichter: Shayne Hayne |

| 28. Juli 19:30 | Wests Tigers  | 38 : 6 | Northern Eagles | Leichhardt Oval, Sydney Zuschauer: 4.359 Schiedsrichter: Bill Harrigan |
| 28. Juli 19:30 | (8:0) Bericht |        |                 | Leichhardt Oval, Sydney Zuschauer: 4.359 Schiedsrichter: Bill Harrigan |

| 29. Juli 14:00 | Melbourne Storm | 32 : 28 | Brisbane Broncos | Docklands Stadium, Melbourne Zuschauer: 15.470 Schiedsrichter: Tony Archer |
| 29. Juli 14:00 | (14:12) Bericht |         |                  | Docklands Stadium, Melbourne Zuschauer: 15.470 Schiedsrichter: Tony Archer |

| 29. Juli 14:00 | Newcastle Knights | 54 : 26 | Canberra Raiders | Hunter Stadium, Newcastle Zuschauer: 9.356 Schiedsrichter: Tim Mander |
| 29. Juli 14:00 | (24:14) Bericht   |         |                  | Hunter Stadium, Newcastle Zuschauer: 9.356 Schiedsrichter: Tim Mander |

| 29. Juli 14:00 | Parramatta Eels | 62 : 0 | North Queensland Cowboys | Parramatta Stadium, Sydney Zuschauer: 13.192 Schiedsrichter: Mark Oaten |
| 29. Juli 14:00 | (30:0) Bericht  |        |                          | Parramatta Stadium, Sydney Zuschauer: 13.192 Schiedsrichter: Mark Oaten |

## Runde 22
| 3. August 19:30 | Parramatta Eels | 32 : 12 | St. George Illawarra Dragons | Parramatta Stadium, Sydney Zuschauer: 23.061 Schiedsrichter: Paul Simpkins |
| 3. August 19:30 | (20:6) Bericht  |         |                              | Parramatta Stadium, Sydney Zuschauer: 23.061 Schiedsrichter: Paul Simpkins |

| 4. August 17:30 | North Queensland Cowboys | 10 : 29 | Canberra Raiders | Willows Sports Complex, Townsville Zuschauer: 11.261 Schiedsrichter: Steve Clark, Shayne Hayne |
| 4. August 17:30 | (6:6) Bericht            |         |                  | Willows Sports Complex, Townsville Zuschauer: 11.261 Schiedsrichter: Steve Clark, Shayne Hayne |

| 4. August 19:30 | Canterbury-Bankstown Bulldogs | 28 : 14 | Wests Tigers | Sydney Showground, Sydney Zuschauer: 15.153 Schiedsrichter: Tony Archer |
| 4. August 19:30 | (16:8) Bericht                |         |              | Sydney Showground, Sydney Zuschauer: 15.153 Schiedsrichter: Tony Archer |

| 4. August 19:30 | Northern Eagles | 20 : 12 | Melbourne Storm | Grahame Park, Gosford Zuschauer: 8.830 Schiedsrichter: Mark Oaten |
| 4. August 19:30 | (6:12) Bericht  |         |                 | Grahame Park, Gosford Zuschauer: 8.830 Schiedsrichter: Mark Oaten |

| 5. August 14:00 | Brisbane Broncos | 16 : 30 | Sydney Roosters | Queen Elizabeth II Stadium, Brisbane Zuschauer: 24.107 Schiedsrichter: Bill Harrigan |
| 5. August 14:00 | (4:16) Bericht   |         |                 | Queen Elizabeth II Stadium, Brisbane Zuschauer: 24.107 Schiedsrichter: Bill Harrigan |

| 5. August 14:00 | Penrith Panthers | 32 : 48 | New Zealand Warriors | Penrith Park, Sydney Zuschauer: 8.234 Schiedsrichter: Tim Mander |
| 5. August 14:00 | (16:12) Bericht  |         |                      | Penrith Park, Sydney Zuschauer: 8.234 Schiedsrichter: Tim Mander |

| 5. August 14:00 | Cronulla-Sutherland Sharks | 49 : 30 | Newcastle Knights | Endeavour Field, Sydney Zuschauer: 19.137 Schiedsrichter: Sean Hampstead |
| 5. August 14:00 | (24:12) Bericht            |         |                   | Endeavour Field, Sydney Zuschauer: 19.137 Schiedsrichter: Sean Hampstead |

## Runde 23
| 10. August 19:30 | Canterbury-Bankstown Bulldogs | 16 : 24 | Parramatta Eels | Sydney Showground, Sydney Zuschauer: 21.895 Schiedsrichter: Bill Harrigan |
| 10. August 19:30 | (6:10) Bericht                |         |                 | Sydney Showground, Sydney Zuschauer: 21.895 Schiedsrichter: Bill Harrigan |

| 11. August 17:30 | Wests Tigers    | 36 : 32 | Newcastle Knights | Campbelltown Stadium, Sydney Zuschauer: 9.112 Schiedsrichter: Mark Oaten |
| 11. August 17:30 | (12:28) Bericht |         |                   | Campbelltown Stadium, Sydney Zuschauer: 9.112 Schiedsrichter: Mark Oaten |

| 11. August 19:30 | Canberra Raiders | 24 : 26 | Penrith Panthers | Bruce Stadium, Canberra Zuschauer: 7.189 Schiedsrichter: Steve Lyons |
| 11. August 19:30 | (18:12) Bericht  |         |                  | Bruce Stadium, Canberra Zuschauer: 7.189 Schiedsrichter: Steve Lyons |

| 11. August 19:30 | New Zealand Warriors | 30 : 0 | Cronulla-Sutherland Sharks | Mount Smart Stadium, Auckland Zuschauer: 10.131 Schiedsrichter: Paul Simpkins |
| 11. August 19:30 | (30:0) Bericht       |        |                            | Mount Smart Stadium, Auckland Zuschauer: 10.131 Schiedsrichter: Paul Simpkins |

| 12. August 14:00 | Northern Eagles | 24 : 24 | North Queensland Cowboys | Brookvale Oval, Sydney Zuschauer: 8.009 Schiedsrichter: Shayne Hayne |
| 12. August 14:00 | (6:14) Bericht  |         |                          | Brookvale Oval, Sydney Zuschauer: 8.009 Schiedsrichter: Shayne Hayne |

| 12. August 14:00 | St. George Illawarra Dragons | 20 : 18 | Brisbane Broncos | Wollongong Showground, Wollongong Zuschauer: 13.058 Schiedsrichter: Tim Mander |
| 12. August 14:00 | (18:6) Bericht               |         |                  | Wollongong Showground, Wollongong Zuschauer: 13.058 Schiedsrichter: Tim Mander |

| 12. August 14:00 | Sydney Roosters | 50 : 28 | Melbourne Storm | Sydney Football Stadium, Sydney Zuschauer: 10.147 Schiedsrichter: Sean Hampstead |
| 12. August 14:00 | (16:16) Bericht |         |                 | Sydney Football Stadium, Sydney Zuschauer: 10.147 Schiedsrichter: Sean Hampstead |

## Runde 24
| 17. August 19:30 | Newcastle Knights | 12 : 38 | St. George Illawarra Dragons | Hunter Stadium, Newcastle Zuschauer: 20.234 Schiedsrichter: Bill Harrigan |
| 17. August 19:30 | (6:10) Bericht    |         |                              | Hunter Stadium, Newcastle Zuschauer: 20.234 Schiedsrichter: Bill Harrigan |

| 18. August 19:30 | Canterbury-Bankstown Bulldogs | 30 : 22 | North Queensland Cowboys | Sydney Showground, Sydney Zuschauer: 6.715 Schiedsrichter: Mark Oaten |
| 18. August 19:30 | (6:14) Bericht                |         |                          | Sydney Showground, Sydney Zuschauer: 6.715 Schiedsrichter: Mark Oaten |

| 18. August 19:30 | New Zealand Warriors | 14 : 8 | Sydney Roosters | Mount Smart Stadium, Auckland Zuschauer: 15.665 Schiedsrichter: Tim Mander |
| 18. August 19:30 | (6:8) Bericht        |        |                 | Mount Smart Stadium, Auckland Zuschauer: 15.665 Schiedsrichter: Tim Mander |

| 18. August 19:30 | Parramatta Eels | 18 : 4 | Wests Tigers | Parramatta Stadium, Sydney Zuschauer: 20.020 Schiedsrichter: Sean Hampstead |
| 18. August 19:30 | (14:0) Bericht  |        |              | Parramatta Stadium, Sydney Zuschauer: 20.020 Schiedsrichter: Sean Hampstead |

| 19. August 14:00 | Canberra Raiders | 22 : 36 | Northern Eagles | Bruce Stadium, Canberra Zuschauer: 8.094 Schiedsrichter: Tony Archer |
| 19. August 14:00 | (12:24) Bericht  |         |                 | Bruce Stadium, Canberra Zuschauer: 8.094 Schiedsrichter: Tony Archer |

| 19. August 14:00 | Cronulla-Sutherland Sharks | 24 : 16 | Brisbane Broncos | Endeavour Field, Sydney Zuschauer: 17.894 Schiedsrichter: Paul Simpkins |
| 19. August 14:00 | (12:4) Bericht             |         |                  | Endeavour Field, Sydney Zuschauer: 17.894 Schiedsrichter: Paul Simpkins |

| 20. August 19:30 | Melbourne Storm | 28 : 24 | Penrith Panthers | Docklands Stadium, Melbourne Zuschauer: 8.808 Schiedsrichter: Steve Clark |
| 20. August 19:30 | (18:8) Bericht  |         |                  | Docklands Stadium, Melbourne Zuschauer: 8.808 Schiedsrichter: Steve Clark |

## Runde 25
| 24. August 19:30 | Canterbury-Bankstown Bulldogs | 16 : 14 | Cronulla-Sutherland Sharks | Sydney Showground, Sydney Zuschauer: 14.871 Schiedsrichter: Paul Simpkins |
| 24. August 19:30 | (6:14) Bericht                |         |                            | Sydney Showground, Sydney Zuschauer: 14.871 Schiedsrichter: Paul Simpkins |

| 25. August 17:30 | North Queensland Cowboys | 18 : 34 | Newcastle Knights | Willows Sports Complex, Townsville Zuschauer: 14.147 Schiedsrichter: Steve Lyons |
| 25. August 17:30 | (12:12) Bericht          |         |                   | Willows Sports Complex, Townsville Zuschauer: 14.147 Schiedsrichter: Steve Lyons |

| 25. August 19:30 | Parramatta Eels | 38 : 22 | Northern Eagles | Parramatta Stadium, Sydney Zuschauer: 16.081 Schiedsrichter: Steve Clark |
| 25. August 19:30 | (16:12) Bericht |         |                 | Parramatta Stadium, Sydney Zuschauer: 16.081 Schiedsrichter: Steve Clark |

| 25. August 19:30 | Penrith Panthers | 44 : 10 | Wests Tigers | Penrith Park, Sydney Zuschauer: 11.172 Schiedsrichter: Stephen Richards, Tony Archer |
| 25. August 19:30 | (22:0) Bericht   |         |              | Penrith Park, Sydney Zuschauer: 11.172 Schiedsrichter: Stephen Richards, Tony Archer |

| 26. August 14:00 | Brisbane Broncos | 18 : 40 | Canberra Raiders | Queen Elizabeth II Stadium, Brisbane Zuschauer: 20.956 Schiedsrichter: Mark Oaten |
| 26. August 14:00 | (8:22) Bericht   |         |                  | Queen Elizabeth II Stadium, Brisbane Zuschauer: 20.956 Schiedsrichter: Mark Oaten |

| 26. August 14:00 | Sydney Roosters | 25 : 12 | St. George Illawarra Dragons | Sydney Football Stadium, Sydney Zuschauer: 20.117 Schiedsrichter: Bill Harrigan |
| 26. August 14:00 | (16:12) Bericht |         |                              | Sydney Football Stadium, Sydney Zuschauer: 20.117 Schiedsrichter: Bill Harrigan |

| 27. August 19:30 | Melbourne Storm | 24 : 24 | New Zealand Warriors | Docklands Stadium, Melbourne Zuschauer: 13.298 Schiedsrichter: Tim Mander |
| 27. August 19:30 | (4:22) Bericht  |         |                      | Docklands Stadium, Melbourne Zuschauer: 13.298 Schiedsrichter: Tim Mander |

## Runde 26
| 31. August 19:30 | St. George Illawarra Dragons | 22 : 24 | Canterbury-Bankstown Bulldogs | Sydney Football Stadium, Sydney Zuschauer: 20.123 Schiedsrichter: Paul Simpkins |
| 31. August 19:30 | (4:10) Bericht               |         |                               | Sydney Football Stadium, Sydney Zuschauer: 20.123 Schiedsrichter: Paul Simpkins |

| 1. September 17:30 | Newcastle Knights | 60 : 18 | Penrith Panthers | Hunter Stadium, Newcastle Zuschauer: 17.791 Schiedsrichter: Steve Clark |
| 1. September 17:30 | (30:6) Bericht    |         |                  | Hunter Stadium, Newcastle Zuschauer: 17.791 Schiedsrichter: Steve Clark |

| 1. September 19:30 | Canberra Raiders | 32 : 6 | Melbourne Storm | Bruce Stadium, Canberra Zuschauer: 7.139 Schiedsrichter: Matt Cecchin |
| 1. September 19:30 | (8:6) Bericht    |        |                 | Bruce Stadium, Canberra Zuschauer: 7.139 Schiedsrichter: Matt Cecchin |

| 1. September 19:30 | Northern Eagles | 14 : 42 | Brisbane Broncos | Grahame Park, Gosford Zuschauer: 10.265 Schiedsrichter: Tony Archer |
| 1. September 19:30 | (10:16) Bericht |         |                  | Grahame Park, Gosford Zuschauer: 10.265 Schiedsrichter: Tony Archer |

| 2. September 14:00 | New Zealand Warriors | 18 : 30 | North Queensland Cowboys | Mount Smart Stadium, Auckland Zuschauer: 24.568 Schiedsrichter: Sean Hampstead |
| 2. September 14:00 | (6:18) Bericht       |         |                          | Mount Smart Stadium, Auckland Zuschauer: 24.568 Schiedsrichter: Sean Hampstead |

| 2. September 14:00 | Sydney Roosters | 26 : 27 | Parramatta Eels | Sydney Football Stadium, Sydney Zuschauer: 18.889 Schiedsrichter: Bill Harrigan |
| 2. September 14:00 | (6:14) Bericht  |         |                 | Sydney Football Stadium, Sydney Zuschauer: 18.889 Schiedsrichter: Bill Harrigan |

| 2. September 14:00 | Wests Tigers   | 12 : 36 | Cronulla-Sutherland Sharks | Leichhardt Oval, Sydney Zuschauer: 8.053 Schiedsrichter: Tim Mander |
| 2. September 14:00 | (0:18) Bericht |         |                            | Leichhardt Oval, Sydney Zuschauer: 8.053 Schiedsrichter: Tim Mander |